# Protula tubularia
Espèce
Synonymes
- Protula (Protula) tubularia Montagu, 1803[2]
- Protula (Protula) tuburalia Montagu, 1803[2]
- Protula (Psygmobranchus) protensa not Gmelin, Philippi, 1844[2]
- Protula (Psygmobranchus) tubularia Montagu, 1803[2]
- Protula borealis M. Sars, 1866[2]
- Protula capensis McIntosh, 1885[2]
- Protula elegans Milne Edwards, 1845[2]
- Protula meilhaci Soulier, 1908[2]
- Protula protensa not (Gmelin, 1791), sensu Philippi, 1844[2]
- Protula rudolphi Risso, 1826[2]
- Protula tabularia Montagu, 1803[2]
- Protula tubularia capensis McIntosh, 1885[2]
- Protula tubularia tubularia Montagu, 1803[2]
- Psygmobranchus elegans Milne Edwards, 1845[2]
- Psygmobranchus intermedius Marion, 1875[2]
- Psygmobranchus pratensis Gmelin, 1791[2]
- Psygmobranchus protensus not Gmelin, sensu Philippi, 1844[2]
- Psygmobranchus simplex Quatrefages, 1866[2]
- Psygmobranchus tubularis Montagu, 1803[2]
- Serpula arundo Turton, 1819[2]
- Serpula tubularia Montagu, 1803[2]

Protula tubularia est une espèce de vers tubicoles, marins, polychètes de la famille des Serpulidae.

## Habitat et répartition
Cette espèce est présente dans les eaux de la mer Méditerranée, dans la Manche, dans l'Atlantique et dans la mer du Nord (au large de la Norvège, de la Grande-Bretagne et de l'Irlande), mais aussi au large de l'Afrique du Sud et de la Nouvelle-Zélande.

## Liste des sous-espèces
Selon World Register of Marine Species (29 avril 2016) :
- sous-espèce Protula tubularia caeca Imajima, 1977